# Töss (fiume)
La Töss (in tedesco Töss) è un fiume situato nella parte orientale del cantone di Zurigo, in Svizzera. Il significato del nome è "scrosciante".

## Geografia e paesaggio
Essa nasce a Gibswil, nell'Oberland Zurighese, nella zona dei monti Tössstock e Schnebelhorn, dove la Töss anteriore confluisce con la Töss posteriore. Il fiume scorre verso nord attraverso la valle omonima ("Tösstal") e si getta nel Reno con un flusso medio di quasi 10 m³/s a Tössegg presso Teufen. I suoi affluenti principali sono l'Eulach e la Kempt.
Nei 57 chilometri del corso del fiume il paesaggio fra la valle superiore e quella inferiore cambia drasticamente. Il bacino superiore coincide con la Tössbergerland in cui la Töss e i suoi affluenti, dopo essersi aperti la strada attraverso il ghiaccio durante l'ultima era glaciale, cominciarono a scavarsi un letto negli strati di conglomerati e di arenarie (molasse). Così qui nacque uno strano paesaggio montano con solo una valle centrale piuttosto stretta, ma con valli laterali a forre e terrazze sopraelevate. Il paesaggio selvaggio, in cui si stabilirono nella solitudine della montagna boscosa tra gli altri anche diversi tibetani (per esempio intorno a Rikon, dove fu fondato nel 1968 il Tibet Institute Rikon), oggi è un po' in contrasto con la Töss "domata", dopo che molti meandri furono eliminati a causa del raddrizzamento del corso del fiume, avvenuto nel 1876.
Da Winterthur (un cui quartiere, attraversato dal fiume, prende il nome dalla Töss stessa) in poi il paesaggio cambia notevolmente. A causa del lavoro dei ghiacciai durante l'ultima era glaciale qui le dolci colline di molassa si alternano con l'ampio fondovalle con fondo di ghiaia e argilla. La divisione del Tössbergerland in profonde valli boscose rese questo territorio sino a tempi recenti una terra dove regnava un'agricoltura povera, dove i contadini potevano guadagnare qualche soldo in più solamente raccogliendo il legno flottante e producendo carbone di legna.
Solo il cotonificio introdotto nel XVII secolo creò una buona base di sussistenza, cosa che portò a un aumento della popolazione provocato da una colonizzazione più intensa del territorio. In questo modo questa zona divenne una delle regioni più industrializzate della Svizzera. La forza motrice proveniente dalla Töss consentì il funzionamento dei cotonifici, i cui proprietari però solo con riluttanza applicarono un'organizzazione razionale della fabbrica. Nonostante ciò a partire dalla metà del XIX secolo si assistette a un'inversione di tendenza, vale a dire a una meccanizzazione degli impianti di tessitura, la quale portò a uno spopolamento delle aree montane. Molti degli estesi boschi di oggi derivano dal rimboschimento di prati e pascoli abbandonati a quel tempo.
Nella valle inferiore della Töss, tra Irchel e Dattenberg, i pendii ripidi delle rive formano una barriera alle comunicazioni. Grazie alla sua posizione bassa qui si poté stabilire un'agricoltura tradizionale, e i pendii illuminati dal sole danno da tempo immemorabile una buona base per la coltivazione della vite.